# La Marsa
|  | No s'ha de confondre amb Marsa. |

La Marsa (àrab: المرسى, al-Marsà) és una ciutat de Tunísia a la costa, propera a la ciutat de Tunis (uns 14 km al nord-est), a la governació de Tunis. La municipalitat té 77.890 habitants i està formada per la ciutat i nuclis propers que l'uneixen a Gammarth. És capçalera d'una delegació amb 66.490 habitants al cens del 2004.

## Economia
Té alguns residències luxoses i palaus que serveixen de seu a ambaixades. Està a tocar de Sidi Bou Said, ciutat que rep un alt nombre de visitants, i a la ciutat el turisme de platja hi és important. El barri de Saf Saf, a la zona coneguda per Marsa Platja, és el principal lloc de diversió.

## Història
Fou l'antiga ciutat de Mègara durant el període púnic.
Fou seu d'un ribat on es va practicar el sufisme des del segle xii.
Vers el 1500 fou residència d'estiu de l'emir hàfsida i s'hi va construir el palau d'Al-Abdalliya.
Els beis otomans i husaynites hi van construir altres palaus i residències. La municipalitat es va crear per decret el 1912.

## Etimologia
El nom és àrab i significa ‘el port’, però actualment la ciutat no gaudeix d'un port en condicions.

## Administració
Com a delegació o mutamadiyya, duu el codi geogràfic 11 71 (ISO 3166-2:TN-12) i està dividida en deu sectors o imades:
- La Marsa Plage (11 71 51)
- La Marsa Medina (11 71 52)
- La Marsa Hadayek (11 71 53)
- La Marsa Erriadh (11 71 54)
- Er-Rmila (11 71 55)
- La Marsa El Montazeh (11 71 56)
- Gammarth (11 71 57)
- Gammarth Supérieur (11 71 58)
- Sidi Daoued (11 71 59)
- El Bahr El Azrak (11 71 60)

Al mateix temps, forma una municipalitat o baladiyya (codi geogràfic 11 17), dividida en quatre circumscripcions o dàïres:
- La Marsa (11 17 11)
- Gammarth (11 17 12)
- Sidi Daoued (11 17 13)
- Cité Er-Riadh (11 17 14)